# Ionuț Budișteanu
Ionuț Alexandru Budișteanu (n. 1 decembrie 1993, Râmnicu Vâlcea) este un informatician, inventator român și ambasador al turismului românesc. Este cunoscut pentru rezultatele sale deosebite la concursurile internaționale, dar mai ales pentru marele premiu Gordon E. Moore în valoare de $75.000 obținut la concursul „Intel International Science and Engineering Fair (Intel ISEF 2013)” organizat în SUA, una dintre cele mai importante competiții de știință și inginerie pentru liceeni din lume. În prezent este student al Universității din București și membru al Association for Computing Machinery(ACM), Institute of Electrical and Electronics Engineers(IEEE).

## Intel ISEF
Concursul International Science and Engineering Fair a fost creat în anul 1950 de organizația Americana Science Service (acum se numește Society for Science & the Public). În fiecare an sunt selectați 1600 de finaliști din 7 milioane de liceeni care au caștigat în etapele naționale din 70 de țări pentru a participă la concursul Intel ISEF din SUA. La acest eveniment cei 1600 de finaliști concurează la premii în valoare de 4 milioane de dolari. Marele premiu al concursului este premiul Gordon E. Moore in valoare de $75.000. . Ionuț Budișteanu a participat la această competiție între anii 2010-2013, obținând peste 10 premii de la cele mai prestigioase asociații de informatică și electronică.

## Biografie
Ionuț Budișteanu a fost pasionat de calculatoare încă de la vârsta de 3 ani. Încă de atunci, părinții nu-l puteau desprinde din fața calculatorului.
A studiat singur, până la 14 ani, materia de liceu. Ulterior, a început să citească cursuri universitare și lucrări de specialitate cu ultimele cercetări din domeniul informaticii.
În clasa a 5-a, la propunerea profesoarei sale de informatică, a participat pentru prima dată la Olimpiada Județeană de informatică, unde s-a calificat pentru faza națională. Tot atunci a participat și la primele concursuri de dezvoltare software pentru platforma Windows. De atunci, a participat la peste 130 de concursuri naționale și la 18 concursuri internaționale din 11 țări.
În clasa a 8-a, a creat propriul său antivirus. Un alt proiect realizat in clasa a 8-a a fost "X-Theft" - un software cu inteligență artificială ce recunoaște persoanele care poartă cagulă și intră într-o bancă. Softul reușește sa recunoască si zgomotul de produs de un flex. 
Din clasa a 9-a a început să participe la Intel ISEF (Intel International Science and Engineering Fair), cu un program software care permite crearea, simularea, învățarea și exportarea rețelelor neuronale Multi-Layer-Perceptron de formă DLL, împreuna cu algoritmul de învățare, și ponderile acestora, pentru dezvoltarea ulterioară de aplicații cu inteligență artificială. De exemplu, permitea recunoașterea scrisului de mână, a câtorva cuvinte rostite în microfon și fețele umane. A luat locul patru la categoria „Computer science” și a fost premiat cu locul 1 de către cea mai mare asociație de calculatoare din lume, Association for Computer Machinery (ACM).
În clasa a 10-a s-a prezentat la Intel ISEF cu un limbaj de programare, un interpretor orientat spre inteligența artificială care îi ajută pe programatori să scrie foarte repede aplicații din domeniul de inteligență artificială și să le exporte în alte limbaje de programare. Limbajul se numea „AILab”, conținea rețele neuronale artificiale, algoritmi genetici, programare logică și tehnici fuzzy și era asemănător cu „Matlab”, dar acesta poate fi folosit în toate domeniile, de la informatică și matematică, la biologie. 
În clasa a 11-a, la vârsta de 18 ani, a creat proiectul „Interfață om-calculator ce permite persoanelor nevăzătoare să vadă cu ajutorul limbii”. Imaginea preluată de la o cameră web este procesată cu inteligență artificială și este transmisă pe o matrice senzor plasată pe limbă. Practic pe matricea senzor se generează un curent electric direct proporțional cu intensitatea pixelilor (cu imaginea originală). Folosind conceptul de stereo vision, această aplicație este capabilă sa pună pe matricea senzor o informatie 3D despre mediul inconjurator, unde curentul electric este direct proporțional cu distanța pâna la obiectul respectiv (disparity matrix). 
În clasa a 12-a, la vârsta de 18 ani, a câștigat premiul cel mare la ediția 2013 a aceluiași concurs, cu un proiect vizând folosirea inteligenței artificiale în scopul crearii unei mașini autonome low-cost. Cu un sistem format din camere video, radar și soft-uri avansate, un automobil se poate conduce singur în perfectă siguranță până la viteze de 50 km/h și poate recunoaște cu acuratețe obstacolele. Subiectul cercetării sale era legat de o problemă globală importantă, a accidentelor rutiere cauzate de erori de conducere. Modelul creat de Ionuț Budișteanu, folosind inteligența artificială, poate detecta neregularitățile drumului și poziția mașinii în timp real și nu ar costa decât 4.000 de dolari, dacă ar fi produs pe scară largă.     
  
În urma celui mai recent succes internațional al său, a fost numit cetățean de onoare al municipiului Râmnicu Vâlcea și al județului Vâlcea. Unii liceeni din orașul său natal care dădeau în 2013 bacalaureatul l-au ales pe Ionuț Budișteanu drept subiect de tratat la un punct al examenului de limba română la care li se cerea să aleagă o persoană pe care o consideră model și să argumenteze.

## VisionBot
În ultimii doi ani de zile, Alexandru a lucrat la producerea roboțiilor industriali VisionBot. În ultima perioadă el și-a construit o mini-fabrică cu fonduri proprii unde produce acești roboți industriali și îi vinde inginerilor electronisti și firmelor producatoare de echipamente electronice. Într-un interviu în revista Capital el precizează faptul că dorește să își extindă afacerea și în alte domenii precum Software si Hardware. 

## Bursa tânărului cercetător
Pe 23 mai 2013, imediat după ce Ionuț Budișteanu a sosit în România de la competitia Intel International Science and Engineering Fair, la Palatul Victoria, primul ministru al României, Victor Ponta a inițiat un program de burse pentru olimpici Români. În cadrul unei ceremonii care a avut loc la Palatul Victoria, in data de 3 Aprilie 2014, în prezența premierului Victor Ponta, Ionuț Budișteanu a semnat contractul de finanțare pentru ”Bursa Tânărului Cercetător”. Bursa, care are în total 15 beneficiari și care, așa cum declară premierul, ”pe bună dreptate, poartă numele lui Ionuț” este dedicată absolvenților de liceu cu rezultate deosebite obținute la olimpiadele sau concursurile internaționale de inovare.  

## Hackerville
Ionut s-a născut și a crescut până la varsta de 19 ani în Râmnicu Vâlcea. În tot acest timp, Ionuț a incercat să promoveze informatica si programarea în orasului lui, dar prin fapte pozitive. Ținând cont că orasul Râmnicu Vâlcea este supranumit Hackerville datorita ratei mare a criminalițății cibernetice, el este un exemplu pozitiv al informaticii.  Ionuț Budișteanu a militat în media prin interviuri impotriva hackerilor și infractorilor cibernetici din orașul lui și din țară. Acum, 2 laboratore de informatică de la Colegiul National "Mircea cel Bătran" și Liceul Tehnologic Oltchim poartă numele lui Ionuț Budișteanu confirmând că se poate obține recunoaștere internațională și prin fapte bune în lumea informatică și nu numai prin infracțiuni cibernetice.

## Ambasador al turismului românesc
Guvernul României a organizat luni, 7 iulie 2014, la Palatul Victoria, ceremonia de înmânare a pașapoartelor diplomatice noilor ambasadori ai turismului românesc.  Datorită eforturilor depuse promovării valorilor ștințifice și autentice ale României, tânărul Ionuț Budișteanu alături de Simona Halep, Horia Tecău, Alexandru Tomescu și Mihai Covaliu a fost premiat și a primit acest titlu oficial. 

## Mențiuni
În octombrie 2014, trei români - Ionuț Budișteanu, Paul-Andre Baran și Cristian Botan - se regăseau pe lista celor 100 de lideri ai inovației din Europa Centrală și de Est, elaborată de mai multe companii, între care și Google, ca parte a unei campanii care are ca scop promovarea inovației în această regiune.
În ianuarie 2016, Ionuț Alexandru Budișteanu  se regăsește pe lista Forbes 30 sub 30 de ani Europa în categoria industrie ca unul dintre cei care poate repornii industria economica din Europa. 

## Onorări

### Asteroidul 28854 Budisteanu
Asteroidul 2000 JP56 descoperit în data de 6 Mai 2000 de către LINEAR Program of MIT Lincoln Laboratry la observatorul Socorro din New Mexico a primit numele inventatorului român Ionuț Budișteanu, 28854 Budisteanu, pentru rezultatele deosebite pe care le-a avut la competiția din Statele Unite ale Americii. Asteroid este se găsește în Sistemul nostru Solar și are o înclinare de 7,03879°. Mai multe detalii despre asteroidul 28854 Budisteanu pot fi acesate pe portalul The International Astronomical Union Minor Planet Center.

## Controverse
În data de 10 Decembrie 2018, Ionut Budișteanu a fost criticat pe blogul lui Vali Petcu, "zoso.ro". Drept răzbunare, Ionuț Budișteanu, împreună cu al său coleg, Alexandru Panait, din cadrul grupului "WebDollar", a scris un program de tip spam bot pentru a ataca blogul autorului, acesta publicând-ul în mod public (ulterior șters) pe contul său de GitHub.
Ionuț Budișteanu a recunoscut acest lucru în conversațiile publice de pe grupul cryptomonezii WebDollar, în cadrul aplicației Telegram.